# 安庆道
安庆道，中华民国初期设置的道。在今安徽省境，含已划入湖北省的英山县。
1914年6月以清末安庐滁和道区域置，治所在怀宁县（今安徽安庆市）。属安徽省。辖怀宁、桐城、宿松、太湖、潜山、望江、合肥、庐江、舒城、巢县、无为、滁县、全椒、来安、和县、含山等县。辖区约当今安徽省长江以西，岳西、舒城、合肥、肥西、肥东、滁州、来安等市县以东地区。1914年10月，滁县、全椒、来安三县划归淮泗道，淮泗道的六安、英山、霍山三县改隶本道，辖境东北部地区略有缩小，西北部地区稍有扩大。1927年废。